# Felix Karasew
Felix Karasew oder Felix Dmitrijewitsch Sutyrin (russisch Феликс Дмитриевич Сутырин, wiss. Transliteration Feliks Dmitrievič Sutyrin; * 1. Mai 1929 in Leningrad; † 12. Januar 2023 in Sankt Petersburg) war eine sowjetisch-russische nachrichtendienstliche Person, die KGB-Oberst und sowjetischer Diplomat war oder KGB-General, nach zwei Quellen.

## Leben
Felix Karasew wurde 1929 geboren. Er schloss 1947 das Gymnasium und 1952 die Juristische Fakultät der Staatlichen Schdanow-Universität Leningrad (heute die Staatliche Universität Sankt Petersburg) ab. Er war Mitglied der Staatssicherheitsorgane und war seit August 1952 im Nachrichtendienst tätig.
Er diente langjährig in Finnland, „zunächst als hochrangiger KGB-Offizier, dann als Resident und schließlich als Botschafter, wobei er zu einem privilegierten Gesprächspartner der verschiedenen finnischen Präsidenten wurde“. Karasew hatte keine nennenswerten Kontakte zu finnischen Kommunisten, wohl aber zu sozialdemokratischen und konservativen Parlamentsmitgliedern, darunter Mauno Koivisto und Ilkka Suominen. Seine Memoiren Naapurinpojan muistelmat (Erinnerungen eines Nachbarjungen) wurden 1998 in Helsinki veröffentlicht. Sowohl Wladimir Putin als auch Sergei Iwanow arbeiteten für Karasew, als dieser in der KGB-Direktion Leningrad und Leningrader Gebiet tätig war. Karasew war Mentor der beiden.
Er war Chef des 1. Dienstes des KGB in der Region Leningrad (1978–1985) und KGB-Resident in Helsinki (April 1985–Oktober 1991).
Viktor Wladimirow war sein Vorgänger in Finnland. Karasew war der letzte KGB-Chef in Helsinki während des Kalten Krieges. In seinen Memoiren berichtet er über seine Erfahrungen in Finnland.
Nach dem Zusammenbruch der Sowjetunion setzte er seinen Dienst bei dem russischen Dienst der Außenaufklärung (SWR) fort, im Dezember 1992 trat er in den Ruhestand. Derzeit arbeitet er als Dozent an der Abteilung für internationales Management der Staatlichen Wirtschaftsuniversität St. Petersburg (СПбГЭУ).
Karasews Sohn ist Sergei F. Sutyrin, ein Professor für Wirtschaftswissenschaften an der Staatlichen Universität St. Petersburg.
In seinen von dem Putin-Biographen Philip Short in englischer Übersetzung zitierten Memoiren schrieb Karasew, dass die jungen Offiziere (wie z. B. Putin) in den 1980er Jahren „viel mehr über die Schwächen des Systems wussten als ihre Landsleute, die Ereignisse kritisch sahen und die Notwendigkeit von Veränderungen und Erneuerungen erkannten. Sie sahen ganz klar, dass die eigenen Absurditäten des Systems dem Land ebenso viel Schaden zufügten wie alle ausländischen Geheimdienste zusammengenommen.“

## Veröffentlichungen
- Naapurinpojan muistelmat. Helsinki 1998, ISBN 951-1-14352-2
- Сутырин, Феликс Дмитриевич. Финляндия между Германией и Россией / Ф. Д. Сутырин. - Санкт-Петербург : Изд-во С.-Петерб. гос. экономического ун-та, 2015. - 231 с. ; 20 см. - 200 экз. экз.. - ISBN 978-5-7310-3357-2 [Sutyrin, Felix Dmitrijewitsch: Finnland zwischen Deutschland und Russland / F.D. Sutyrin. - St. Petersburg : Verlag der Staatlichen Wirtschaftsuniversität S.-Petersburg, 2015]